# Józef Benedykt Jastrzębski
Józef Benedykt Jastrzębski herbu Ślepowron ur. 1755 w Dziewulach, które do roku 1760 posiadał jego ojciec Kazimierz Antoni Jastrzębski, sędzia ziemski łukowski; matką była Zofia z Wężów h. Ślepowron – sędzia ziemski łukowski w latach 1786–1794, podsędek łukowski w latach 1785–1786, regent łukowski w 1777 roku.
Był konsyliarzem konfederacji targowickiej ziemi łukowskiej.